# Issam Al-Edrissi
Issam Al-Edrissi, znany też jako Issa Issa (ur. 12 września 1984 w Bejrucie) – libański piłkarz, grający na pozycji pomocnika.

## Kariera klubowa
Al-Edrissi jako dziecko wyjechał z rodzicami do Niemiec i całą karierę spędził w tym kraju. Seniorską karierę rozpoczął w rezerwach Borussii Dortmund. W kolejnych latach grywał jedynie w niższych ligach - reprezentował kluby występujące na czwartym, piątym i szóstym poziomie rozgrywkowym, takie jak SV Lippstadt 08, Hammer SpVg, SV Meppen, SG Wattenscheid 09 i Sportfreunde Siegen. Latem 2012 roku przeniósł się do KFC Uerdingen 05.

## Kariera reprezentacyjna
W reprezentacji Libanu zadebiutował w 2004 roku.